# Wapen van Houtigehage

Wapen van Houtigehage

Het wapen van Houtigehage is het dorpswapen van het Nederlandse dorp Houtigehage, in de Friese gemeente Smallingerland. Het wapen werd in 2001 geregistreerd.

## Beschrijving
De blazoenering van het wapen in het Fries luidt als volgt:
trochsnien fan goud en read, oer alles hinne in útskuorde ikebeam mei fiif tûken, alle tûken mei trije bieden en toppe fan in ikel, de middelste tûke fan twa ikels; fan grien yn it goud en fan goud yn it read; de stam beselskippe fan twa takearde ôfsniene skieppekoppen fan sulver; in skyldrâne trochsnien fan grien en goud.
De Nederlandse vertaling luidt als volgt: 
doorsneden van goud en rood, over alles heen een uitgescheurde eikenboom met vijf takken, alle takken met drie bladen en top van een eikel, de middelste tak van twee eikels; van groen in het goud en van goud in het rood; de stam vergezeld van twee toegekeerde afgesneden schapenkoppen van zilver; in schildrand doorsneden van groen en goud.
De heraldische kleuren zijn: goud (goud), keel (rood) en sinopel (groen).

## Symboliek
- Gouden veld: verwijst naar de zandgrond waar het dorp op gelegen is.[2]
- Rood veld: staat voor de heide die in het gebied aanwezig was.[2]
- Eikenboom: ontleend aan het deel "houtige" in de plaatsnaam. De eikenboom duidt op de begroeiing.[2]
- Schapenkoppen: verwijzing naar de begrazing van de heide door schapen.[2]
- Schildrand: beeldt het deel "hage" van de plaatsnaam uit. Dit betekent namelijk smalle strook land.[2]
- Tweedeling wapen: staat symbool voor de twee buurtschappen die bij het dorp horen: Fianen en Luchtenveld.[2]

## Zie ook

Vlag van Houtigehage